# Räknestreck

De räknestreck som vanligtvis används i Norden och stora delar av Europa.

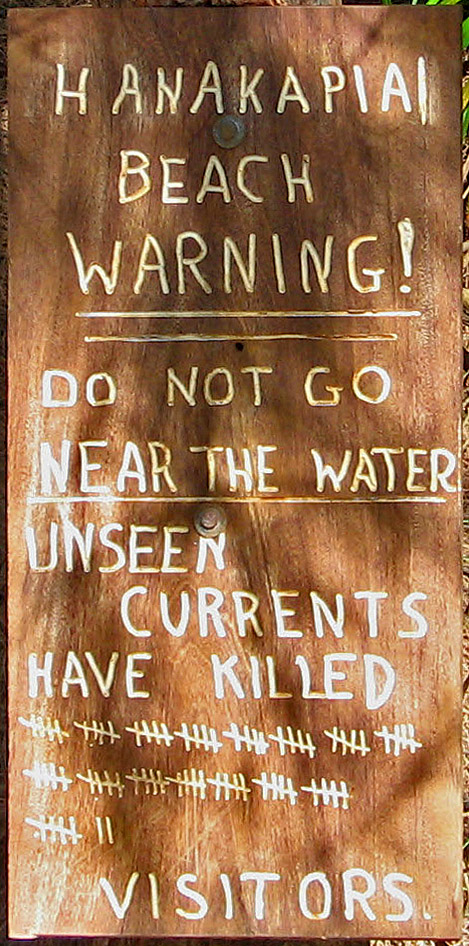
Räknestreck i bruk på en strand på Hawaii för att räkna hur många personer som har omkommit av dolda strömmar.

Räknestreck (även kallat staketuppställning, staketräkning m.m., se Namn nedan) är ett enkelt talsystem för att hålla räkning. Det används vanligtvis vid enklare protokollföring, t.ex. vid avprickning, poängräkning i spel e.d. Många räknestreckssystem grupperar strecken femtalsvis, eftersom grupper om fem är tillräckligt små för att lätt kunna överblickas. I Norden och stora delar av Europa brukar man för varje avprickning rita ett lodrätt streck, varefter det femte strecket ritas diagonalt igenom de fyra första strecken.

## Namn
Det finns inget vedertaget namn för strecken på svenska. Ofta används bara streck eller pinnar i uttryck som ”rita/sätta pinnar”. Svenska språknämnden har föreslagit termerna grinduppställning eller staketuppställning. Även staketräkning förekommer. På finska kallas räknesystemet allmänt för tukkimiehen kirjanpito ’timmerflottarens bokföring’. På engelska används tally marks, där tally är besläktat med svenskans tälja i betydelsen ’räkna’. Även taljeskåra har använts på svenska.

Kinesiska räknestreck.

Räknestreck som används i Brasilien m.m.